# Miara regularna
Miara regularna – miara określona na przestrzeni topologicznej dla której każdy zbiór mierzalny jest „niemal otwarty” i „niemal domknięty”.

## Definicja
Niech {\displaystyle (X,\tau )} będzie przestrzenią topologiczną, zaś {\displaystyle {\mathfrak {M}}} oznacza σ-algebrę określoną na {\displaystyle X,} która zawiera topologię {\displaystyle \tau } (tak więc w ten sposób wszystkie zbiory otwarte i domknięte są mierzalne, czyli dana σ-algebra jest co najmniej tak bogata jak σ-algebra borelowska). Niech {\displaystyle \mu } będzie miarą na {\displaystyle (X,{\mathfrak {M}}).} Podzbiór mierzalny {\displaystyle A} przestrzeni {\displaystyle X} jest {\displaystyle \mu }-regularny, jeśli
{\displaystyle \mu (A)=\sup\{\mu (F)\colon F\subseteq A,F{\mbox{ - domkniety}}\}}
oraz
{\displaystyle \mu (A)=\inf\{\mu (G)\colon G\supseteq A,G{\mbox{ - otwarty}}\}.}
Równoważnie {\displaystyle A} jest zbiorem {\displaystyle \mu }-regularnym wtedy i tylko wtedy, gdy dla każdego {\displaystyle \delta >0} istnieją zbiory domknięty {\displaystyle F} i otwarty {\displaystyle G} takie, że
{\displaystyle F\subseteq A\subseteq G}
przy czym
{\displaystyle \mu (G\setminus F)<\delta .}
Jeżeli każdy zbiór mierzalny jest regularny, to miarę {\displaystyle \mu } nazywa się regularną.
Niektórzy autorzy wymagają, by zbiór {\displaystyle F} był zwarty (a nie tylko domknięty).

## Przykłady
- Zgodnie z twierdzeniem o regularności miary Lebesgue’a: miara Lebesgue’a na prostej rzeczywistej jest miarą regularną.
- Dowolna borelowska miara prawdopodobieństwa na przestrzeni metrycznej jest regularna.
- Miara trywialna, która przypisuje zero dowolnemu zbiorowi mierzalnemu jest regularna.
- Trywialnym przykładem miary nieregularnej na prostej rzeczywistej z jej standardową topologią jest miara {\displaystyle \mu } taka, że

{\displaystyle \mu (\varnothing )=0,}
{\displaystyle \mu {\bigl (}\{1\}{\bigr )}=0}
oraz
{\displaystyle \mu (A)=\infty } dla jakiegokolwiek innego zbioru {\displaystyle A.}